# کوری جونو
کوری جونو (انگلیسی: Cory Juneau؛ زادهٔ ۲۰ ژوئن ۱۹۹۹) اسکیت‌بردباز اهل ایالات متحده آمریکا است.
وی در مسابقات کشوری و بین‌المللی در مجموع برندهٔ ۲ مدال برنز شده‌است.